# Bread & Butter

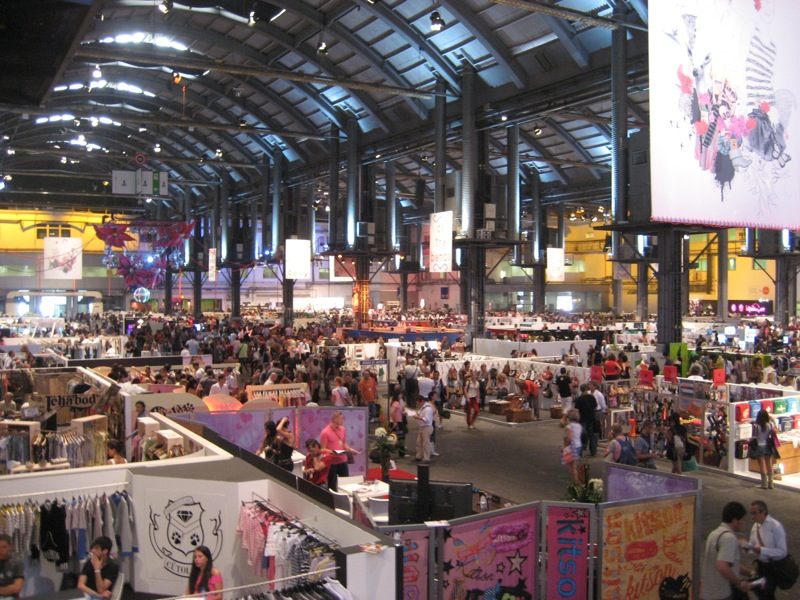
Bread & Butter 2007 in Barcelona

Die Bread & Butter (abgekürzt B&B; ab 2016 Bread & Butter by Zalando) war von 2001 bis 2018 eine Messe, später ein Festival für Urban Streetwear und Alltagsmode, die nach Stationen in Köln und Barcelona seit 2009 in Berlin stattfand. 2015 kaufte Zalando die Modemesse und stellte sie drei Jahre später ein.
Sie galt zu ihren Hochzeiten als Leitmesse für Urban Streetwear und Alltagskleidung.

## Geschichte

### Erste Jahre in Köln, Berlin und Barcelona
Die Bread & Butter wurde im Jahr 2001 von Karl-Heinz Müller, Christian Geyr und Wolfgang Ahlers gegründet. Die ersten drei Veranstaltungen fanden als „Offshow“ mit rund 50 Ausstellern parallel zur Weltleitmesse Herren-Mode-Woche/InterJeans im „Eckigen Rundbau“ statt, einem leerstehenden Industriegebäude auf dem Werksgelände der Klöckner-Humboldt-Deutz AG in Köln-Deutz. Die Bread & Butter wurde für ihre innovative Präsentation von „Street- und Urbanwear“ und dem dazugehörigen Lifestyle gefeiert. Nach dem Ende der Herren-Mode-Woche 2002 fand die Bread & Butter 2003 erstmals im früheren Industriegebiet Gartenfeld in Berlin-Spandau statt. Sie präsentierte 250 Aussteller, darunter Levi’s, Nike und G-Star, und empfing rund 20.000 Besucher. 2005 bis 2007 fand neben der jährlichen Berliner Messe ein Ableger auf dem historischen Messegelände am Montjuïc in Barcelona statt. 2007 zog die Bread & Butter dann ganz nach Barcelona und fand gleichzeitig mit der neuen Publikumsmesse 080 Barcelona statt. Die letzte Bread & Butter in Barcelona Anfang 2009 zog etwa 80.000 Fachbesucher an und bescherte der Stadt rund 100 Millionen Euro Umsatz.

### Im Flughafen Tempelhof

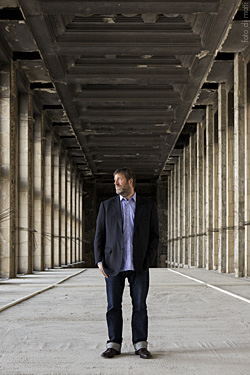
Karl-Heinz Müller in der Ehrenhalle des ehemaligen Flughafens Tempelhof, 2011

Ab Sommer 2009 fand die Ausstellung wieder ausschließlich in Berlin und parallel zur Berlin Fashion Week statt, nun im Empfangsgebäude und in Hangars des stillgelegten Flughafens Tempelhof. Die Bread & Butter hatte dazu mit Unterstützung des Senats Wowereit III im Januar 2009 einen Mietvertrag zur Nutzung des Flughafens Tempelhof über zehn Jahre mit dem Berliner Immobilienmanagement unterschrieben. Daraufhin forderte die Fraktion der CDU Berlin eine Vertragskündigung, weil eine Dauernutzung für das Gelände durch die nur zweimal jährlich stattfindende Veranstaltung blockiert würde. FDP und Grüne schlossen sich dieser Forderung an. Die Vertragsdetails wurde mit dem Hinweis auf Betriebsgeheimnisse der Bread & Butter geheim gehalten. Der Abgeordnete Florian Graf beabsichtigte daraufhin eine Klage auf Vertragseinsicht. Der Finanzsenator Ulrich Nußbaum gewährte dem Abgeordneten jedoch Einsicht, bevor es zu der Klage kam. 2015 wurden die Vertragsdetails öffentlich.
Im Januar 2010 war die Bread & Butter in die Sektionen Sport & Street, Street Fashion, Fashion Now, Denim Base, Style Society, Urban Superior Men/Women und L.O.C.K. unterteilt und zog rund 100.000 Fachbesucher an. Ab 2011 waren erstmals auch Nichtfachleute zu den Aftershow-Partys zugelassen, auf der Messe präsentierten sich 600 Stände den rund 50.000 Besuchern.
Für die Sommer-Messe 2014 waren zwei zusätzliche Öffnungstage für ein breites Publikum geplant, die die Absage großer Markenkonzerne wie Adidas und die Konkurrenz durch die Sozialen Medien und den Onlinehandel ausgleichen sollte. Wegen Kritik aus den Reihen der Aussteller ließ Müller den Plan jedoch wieder fallen.
Stattdessen kündigte Müller auf der Eröffnungsveranstaltung am 8. Juli 2014 an, dass für 2015 eine internationale Expansion geplant sei. Die Wintermesse werde wieder in Barcelona stattfinden. Zudem werde man im September 2015 einen dritten Messestandort in Seoul einweihen. Ein entsprechender Vertrag war am 2. Mai 2014 mit dem Oberbürgermeister der südkoreanischen Hauptstadt geschlossen worden. Müller ging damit in Konflikt zum Berliner Senat, da der bestehende Vertrag mit der landeseigenen Berliner Immobilienmanagement bislang unverändert eine Messedurchführung in Tempelhof für Januar 2015 vorsah.

### Insolvenz und Neuausrichtung als Mode-Festival

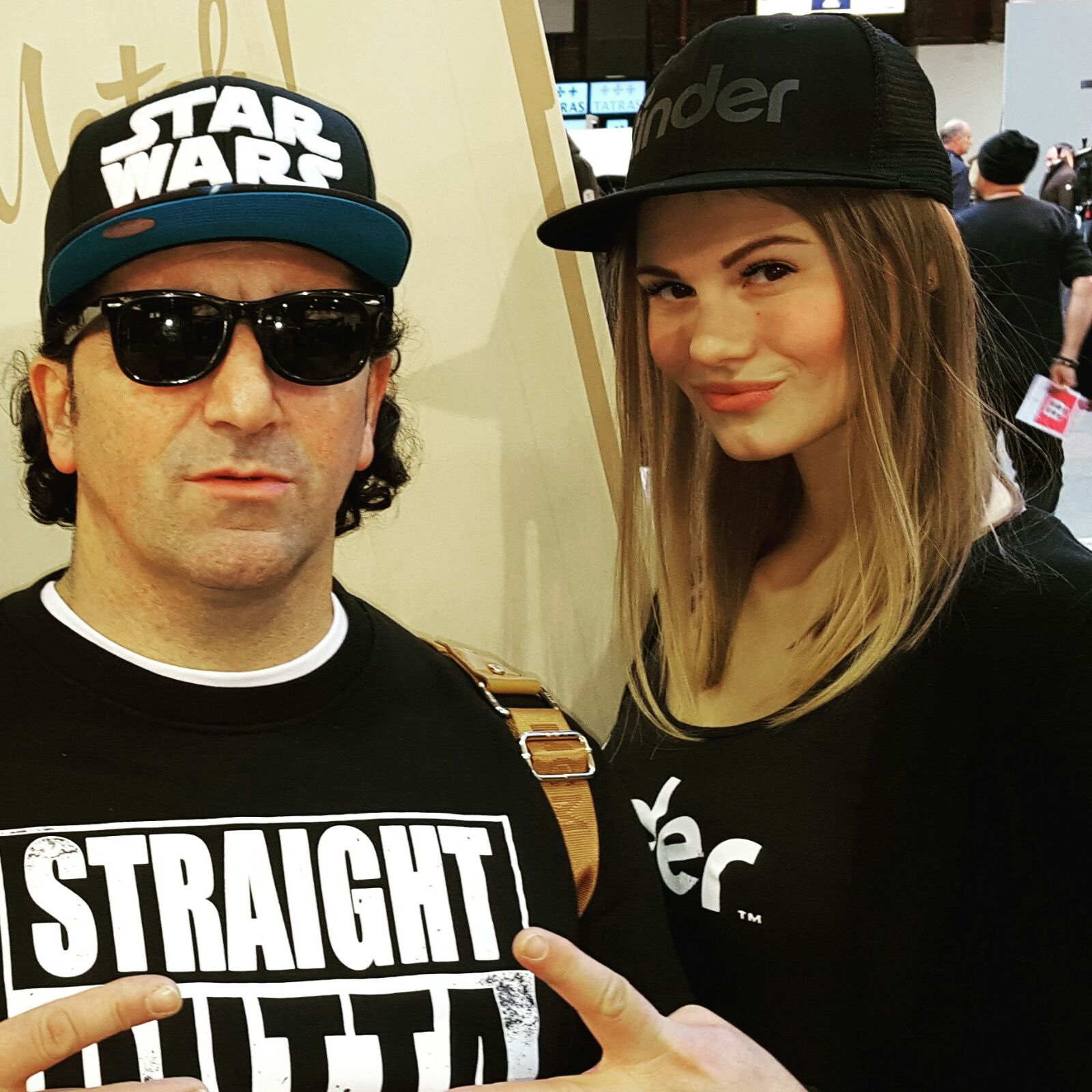
Yüksel D. mit unbekanntem Gast auf der Bread & Butter in Berlin 2016

Am 9. Dezember 2014 wurde die Absage der im Januar 2015 geplanten Messe in Berlin bekanntgegeben. Am 17. Dezember stellte die Geschäftsleitung & Butter einen Insolvenzantrag. Statt der Hallenmesse fand im Januar 2015 eine Straßenmesse in Berlin-Mitte statt, bei der etwa 40 Marken präsent waren.
Im Juni 2015 gab der Co-CEO von Zalando, David Schneider, bekannt, die Messe zu übernehmen. Im September 2016 öffnete die Bread & Butter by Zalando als Mode-Festival ihre Tore für ein breites Publikum auf dem Gelände der Arena Berlin. Es waren 25 Marken vertreten; daneben lockten Prominente wie Gigi Hadid und A$AP Rocky mehr als 20.000 Besucher.
Im September 2017 fand die Bread & Butter erneut auf dem Gelände der Arena Berlin statt. Neben Mode sollte sie auch Trends aus den Bereichen Musik und Nahrung präsentieren. Vertreten waren rund 40 Modemarken, darunter Topshop, Hugo Boss, Viktor & Rolf, Adidas, Bik Bok, Hilfiger Denim und Nike. Daneben fanden Veranstaltungen mit Prominenten wie Vivienne Westwood, Adwoa Aboah und Wyclef Jean statt sowie Musikshows von Bilderbuch, Yung Hurn und RIN. Insgesamt kamen rund 35.000 Menschen.

### Ende
Im November 2018 gab Zalando-Co-Gründer David Schneider bekannt, dass die Bread & Butter in der bisher bekannten Form vorerst nicht weitergeführt werde. Es seien aber in Zukunft neue Events unter diesem Markennamen denkbar. Ende 2019 lief der Nutzungsvertrag für den Flughafen Tempelhof aus.

## Liste der Bread & Butter-Veranstaltungen
| Datum                        | Veranstaltungsort        | Titel                                  |
| ---------------------------- | ------------------------ | -------------------------------------- |
| 13.–15. Juli 2001            | Köln                     | Offshow for selected brands            |
| 31. Januar – 2. Februar 2002 | Köln                     | Offshow for selected brands            |
| 01.–03. August 2002          | Köln                     | Offshow for selected brands            |
| 17.–19. Januar 2003          | Berlin-Spandau           | Berlin – Tradeshow for selected brands |
| 18.–20. Juli 2003            | Berlin-Spandau           | Berlinlove                             |
| 16.–18. Januar 2004          | Berlin-Spandau           | Next Move                              |
| 16.–18. Juli 2004            | Berlin-Spandau           | Berlingold                             |
| 21.–23. Januar 2005          | Berlin-Spandau           | Selected                               |
| 08.–10. Juli 2005            | Barcelona                | Eurovision                             |
| 22.–24. Juli 2005            | Berlin-Spandau           | Eurovision                             |
| 18.–20. Januar 2006          | Barcelona                | Eurovision                             |
| 27.–29. Januar 2006          | Berlin-Spandau           | Eurovision                             |
| 05.–07. Juli 2006            | Barcelona                | Community                              |
| 14.–16. Juli 2006            | Berlin-Spandau           | Community                              |
| 17.–19. Januar 2007          | Barcelona                | Active                                 |
| 26.–27. Januar 2007          | Berlin-Spandau           | Active                                 |
| 04.–06. Juli 2007            | Barcelona                | Fly BBB                                |
| 16.–18. Januar 2008          | Barcelona                | King Size                              |
| 02.–04. Juli 2008            | Barcelona                | New Order                              |
| 21.–23. Januar 2009          | Barcelona                | United Nations                         |
| 01.–03. Juli 2009            | Berlin-Tempelhof         | Berlin, Berlin                         |
| 20.–22. Januar 2010          | Berlin-Tempelhof         | The Original                           |
| 07.–09. Juli 2010            | Berlin-Tempelhof         | Premier League                         |
| 19.–21. Januar 2011          | Berlin-Tempelhof         | Absolute                               |
| 06.–08. Juli 2011            | Berlin-Tempelhof         | Supershow                              |
| 18.–20. Januar 2012          | Berlin-Tempelhof         | High Fidelity                          |
| 04.–06. Juli 2012            | Berlin-Tempelhof         | The Rock                               |
| 15.–17. Januar 2013          | Berlin-Tempelhof         | Big Time                               |
| 02.–04. Juli 2013            | Berlin-Tempelhof         | Connect                                |
| 14.–16. Januar 2014          | Berlin-Tempelhof         | Ich bin ein Berliner                   |
| 08.–10. Juli 2014            | Berlin-Tempelhof         | Carnaval do Brasil/Always the Sun      |
| 19.–21. Januar 2015          | Berlin-Mitte, Münzstraße | Reset & Reboot                         |
| 02.–04. September 2016       | Arena Berlin             | Now                                    |
| 01.–03. September 2017       | Arena Berlin             | Bold                                   |